# فردوس‌الاقبال
فردوس الاقبال کتابی است در مورد تاریخ خوارزم به زبان جغتایی تألیف شیر محمد میرآب، متخلص بالمونس و محمدرضا میرآب، متخلص به آگهی. این اثر توسط یوری برگل به زبان انگلیسی ترجمه شده است.
نوشتن فردوس الاقبال در سال ۱۸۱۹ آغاز شد، اگرچه خان خیوه، التوزرخان (ایلتَزَر خان)، به شیرمحمد میرآب (مونس) دستور داد تا تاریخ خاندان خیوه را احتمالاً در سال ۱۸۰۷ آغاز کند. در زمان مرگ مونس در سال ۱۸۲۹، این اثر ناتمام ماند با این حال، این ترجمه توسط برادرزاده مونس، محمدرضا میرآب (آگهی)، ادامه یافت و شاید در اوایل سال ۱۸۴۲ به پایان رسید.
متن آن از ریشه‌های افسانه‌ای خان‌های خیوه شروع می‌شود و تاریخ حاکمان چنگیزی و قُنقِرات را دنبال می‌کند. بخش اعظم این اثر به دوران سلطنت حاکمان قنقرات التوزرخان و محمد رحیم خان اختصاص دارد.